# Economia de Cabo Verde
Cabo Verde sofre com a escassez de recursos naturais, inclusive água, agravada pelas secas prolongadas e pelo solo pobre em várias ilhas. A economia é orientada para os serviços, sendo que o comércio, o transporte, o turismo e os serviços públicos representam cerca de 3/4 do PIB. Apesar de quase 70% da população viver na zona rural, a agricultura e a pecuária são pouco desenvolvidas e têm pequena participação no PIB. Cerca de 73% dos alimentos têm que ser importados. O potencial da pesca, principalmente de lagosta e atum não é completamente explorado.
O país tem anualmente um grande déficit comercial, financiado pela ajuda internacional e pelos muitos emigrantes espalhados pelo mundo, que contribuem com remessas financeiras que suplementam o PIB em mais de 20%. O turismo e a exploração do sal é outra fonte de receitas importante, contribuindo com mais de 10% dos 820 milhões de Euros do PIB de Cabo Verde no ano de 2005.
Apesar da escassez de recursos, uma eficiente gestão da economia tem produzido uma melhora das receitas do país. Reformas económicas continuadas têm estimulado o setor privado e atraído investimento estrangeiro para diversificar a economia. As perspectivas futuras dependem enormemente da manutenção dos fluxos de ajuda, do estímulo ao turismo, às remessas dos emigrantes e ao resultado dos programas de desenvolvimento do governo. O país tornou-se membro da Organização Mundial do Comércio em julho de 2008.